# Helvetia (Wisconsin)
Helvetia es un pueblo ubicado en el condado de Waupaca en el estado estadounidense de Wisconsin. En el Censo de 2010 tenía una población de 636 habitantes y una densidad poblacional de 6,79 personas por km².

## Geografía
Helvetia se encuentra ubicado en las coordenadas 44°32′42″N 89°2′18″O / 44.54500, -89.03833. Según la Oficina del Censo de los Estados Unidos, Helvetia tiene una superficie total de 93.68 km², de la cual 92.76 km² corresponden a tierra firme y (0.98%) 0.92 km² es agua.

## Demografía
Según el censo de 2010, había 636 personas residiendo en Helvetia. La densidad de población era de 6,79 hab./km². De los 636 habitantes, Helvetia estaba compuesto por el 97.96% blancos, el 0.47% eran afroamericanos, el 0% eran amerindios, el 0.63% eran asiáticos, el 0% eran isleños del Pacífico, el 0% eran de otras razas y el 0.94% pertenecían a dos o más razas. Del total de la población el 0.63% eran hispanos o latinos de cualquier raza.